# Zuria Vega
Zuria Valeria Vega Sisto (10. siječnja 1989., Ciudad de Mexico, Meksiko - ) meksička je glumica.

## Biografija
Zuria je kći glumca Gonzala Vege I. i Španjolke Leonore Sisto te sestra Marimar Vege i Gonzala Vege II. Karijeru je započela kao dijete u TV igri Mrs. President u kojoj je glumio i njen otac. Sa sedamnaest godina dobila je prvu ozbiljniju ulogu u telenoveli Sexo y otros secretos.
U siječnju 2008. Roberto Gómez Fernández daje joj ulogu Renate Higarede u telenoveli Alma de Hierro gdje glumi zajedno s Alejandrom Camachom i Blancom Guerrom. 
2009. producentica Nathalie Lartilleux daje joj ulogu Estrelle Marine Briceño u telelnoveli More ljubavi u kojoj nastupa zajedno sa zvijezdom telenovela Mariom Cimarrom. 
2010. redatelj Pedro Torres pozvao ju je da glumi Azucenu u trećoj sezoni telenovele Mujeres asesinas. 

## Filmografija
| Godina        | Naslov                | Uloga                   | Vrsta               |
| ------------- | --------------------- | ----------------------- | ------------------- |
| 2010.         | Mujeres asesinas      | Azucena, Liberada       | televizijska serija |
| 2010.         | Sin ella              | Gaby                    | film                |
| 2009. – 2010. | More ljubavi          | Estrella Marina Briceño | telenovela          |
| 2008. – 2009. | Alma de hierro        | Renata Higareda Fontana | telenovela          |
| 2007. – 2008. | Sexo y otros secretos | Roberta                 | televizijska serija |

## Nagrade TV y Novelas
| Godina | Kategorija       | Telenovela     | Rezultat   |
| ------ | ---------------- | -------------- | ---------- |
| 2009.  | najbolja glumica | Alma de hierro | pobjednica |